# Sony α6000
La Sony a6000 (modelo ILCE-6000) es una cámara digital anunciada el 12 de febrero de 2014. Es una cámara mirrorless de lente intercambiable (MILC), la cual dispone de un factor de forma de cuerpo más pequeño que una DSLR tradicional, mientras que mantiene el tamaño y características de sensor de un modelo APS-C. Remplazó el modelo NEX-6 i NEX-7. Las páginas web que tratan las experiencias de los usuarios con las cámaras, afirman que la Sony a6000 es mucho más que una sustitución de la Sony NEX-6.
Al mismo tiempo que su lanzamiento, la Sony a6000 se anunció presentando el “autofoco más rápido del mundo” con un lag de 0.06 segundos i 11 fps de disparo continuo con AF. Su MSRP es de $700 con un lente de 16-50 mm i una f/3.5-5.6.
A pesar del anuncio de un modelo actualizado en febrero de 2016, la a6300, Sony afirmó la continuación de producción de la a6000.

## Comparada con su predecesora,Sony NEX-6
La Sony a6000 fue lanzada al mercado un año y medio después, y tiene una forma de cuerpo ligeramente distinta a la NEX-6. La silueta de la a6000 es casi un rectángulo perfecto. Utilizan el mismo tamaño de sensor, aunque la a6000 tiene 24 megapixeles de resolución, un 50% de mayor resolución que la NEX-6, que tiene 16 MP.  El modelo alfa tiene, ligeramente, una mayor tasa de ráfaga (11 fps frente 10 fps) i casi el doble de putos de autofoco (179 frente 99), lo cual indica que está mejor preparada para la fotografía de deporte. Además, ofrece un control remoto desde cualquier smartphone a través del sistema de Wi-Fi que incluye, cuyo NEX-6 no tenía. La ranura de tarjeta SD permite la entrada a UHS-I en el modelo alfa, mientras que la NEX-6 carece de esa posibilidad. De todos modos, hay un aspecto que es mejor en el modelo antiguo, la NEX-6 tiene un 63% mejor resolución des del visor electrónico de la cámara (2.359.000 puntos frente 1.440.000 puntos).

## Comparado a su otro predecesor,Sony NEX-7
La NEX-7 se introdujo al mercado en 2011 y tiene un cuerpo más redondeado en comparación al modelo 3 años posterior, la Sony α6000. Ambas tienen 24 MP en el sensor de imagen, pero el rendimiento de ruido es mejor en el nuevo modelo, gracias a un mejor procesador. También ofrece mayor sensibilidad  (25,600 frente 16,600). La diferencia más grande es el autofoco: la NEX-7 sólo tiene 25 puntos de foco mientras la α6000 tiene 179, así que es mucho más cuidadosa y rápido. La tasa de ráfaga de la NEX-6 se mantiene en la NEX-7, (10 fps) y mejora en la α6000. Puede disparar más rápido de manera continuada (11 fps). Como con la NEX-6, la NEX-7 tampoco dispone de NFC, ni control remoto Wi-Fi ni permite que en la ranura de la tarjeta SD entren UHS. La Sony α6000 sí tiene estas características. Además, el modelo alfa es 56g más ligero que el NEX. Aun así,  hay un aspecto en el cual la NEX-7 es claramente mejor que su sucesor: tiene una entrada de micrófono jack, característica que carece, por alguna razón, en la Sony a6000. En cuanto a los botones, tienen un diseño distinto aunque comparten funciones en ambas.

## Popularidad
Se ha comprobado que la Sony a6000 es una cámara extremadamente popular. Sobre el 2016, se catalogó como la mejor cámara de lentes intercambiables por debajo de los $600 de gamma de precio. Así como la mejor cámara mirrorless de todos los tiempos.